# 20340 Сьюзанрудер
20340 Сьюзанрудер (20340 Susanruder) — астероїд головного поясу, відкритий 21 квітня 1998 року.
Тіссеранів параметр щодо Юпітера — 3,524.